# Charles-François Chatelain
Pour les articles homonymes, voir Chatelain.
Charles-François Chatelain, né le 13 septembre 1802 à Nancy (Meurthe-et-Moselle) et mort dans la même ville le 23 janvier 1873, est un architecte français. Il travaille principalement dans son département où il occupe notamment les fonctions d'architecte du département et d'architecte des édifices diocésains de Nancy. Un temps architecte de la Compagnie des chemins de fer de l'Est, il réalise la gare de Nancy. 
Charles-François Chatelain est également un dessinateur et un aquarelliste dont les œuvres font l'objet de lithographies.

## Biographie
Charles François Chatelain naît le 13 septembre 1802 à Nancy. 
Il effectue ses études d'architecture à l’École des Beaux-arts de Paris (promotion 1821) où il est l'élève  d'Achille Leclère.
De retour à Nancy à partir de 1824-1825, il entre à la commission départementale des bâtiments civils de la Meurthe. Il est nommé architecte du département de la Meurthe dès 1825 (et jusqu'en 1845), fonction qu'il cumule avec celle d'architecte des édifices diocésains de Nancy qu'il occupe jusqu'à sa mort. Charles François Chatelain est également l'architecte diocésain de Saint-Dié de 1848 à 1866 et, durant quelques années vers 1853-1856, l'architecte de la Compagnie des chemins de fer de l'Est. Son agence est installée 7 rue de la Pépinière à Nancy.
Membre du conseil municipal de Nancy à partir de 1848, il est adjoint au maire de 1849 à 1852. En 1866, il est fait chevalier dans l'ordre national de la Légion d'honneur.
Capitaine de cavalerie, il a réalisé de nombreux croquis et portraits au crayon : caricatures, animaux (ocelot, castor), natures mortes (paysages, ville de Toul), Indiens d'Amérique (à l'encre de Chine)[réf. nécessaire].

## Réalisations
- Maison de correction de Nancy (1825-1835)[2].
- Gendarmerie de Nancy (1827-1838)[2].
- Gare des voyageurs et des marchandises de Nancy (1853-1856)[2].
- Restauration du Palais ducal à Nancy [2].

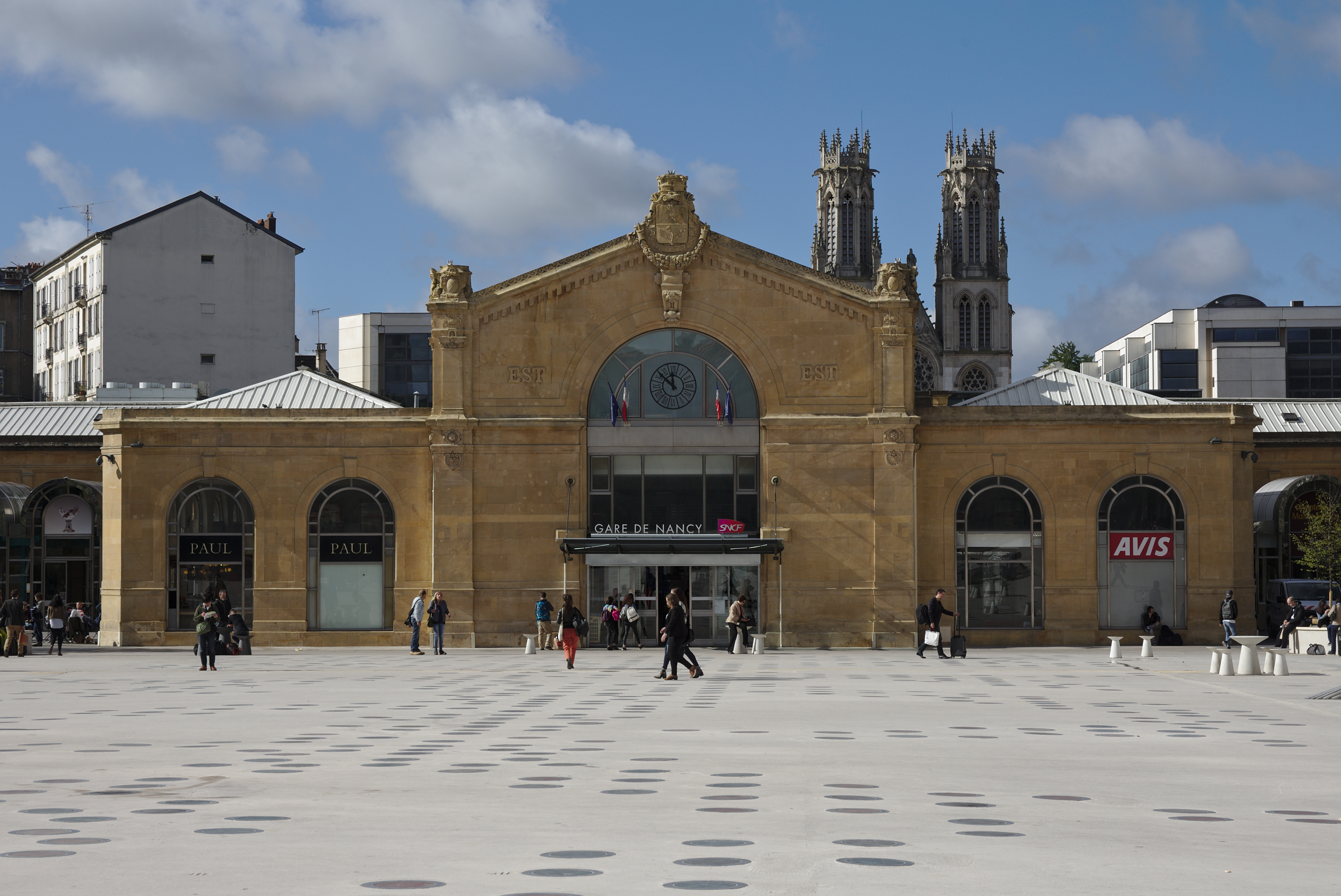
Gare de Nancy

## Dessins

Chatelain dessinateur : vues de Nancy lithographiées
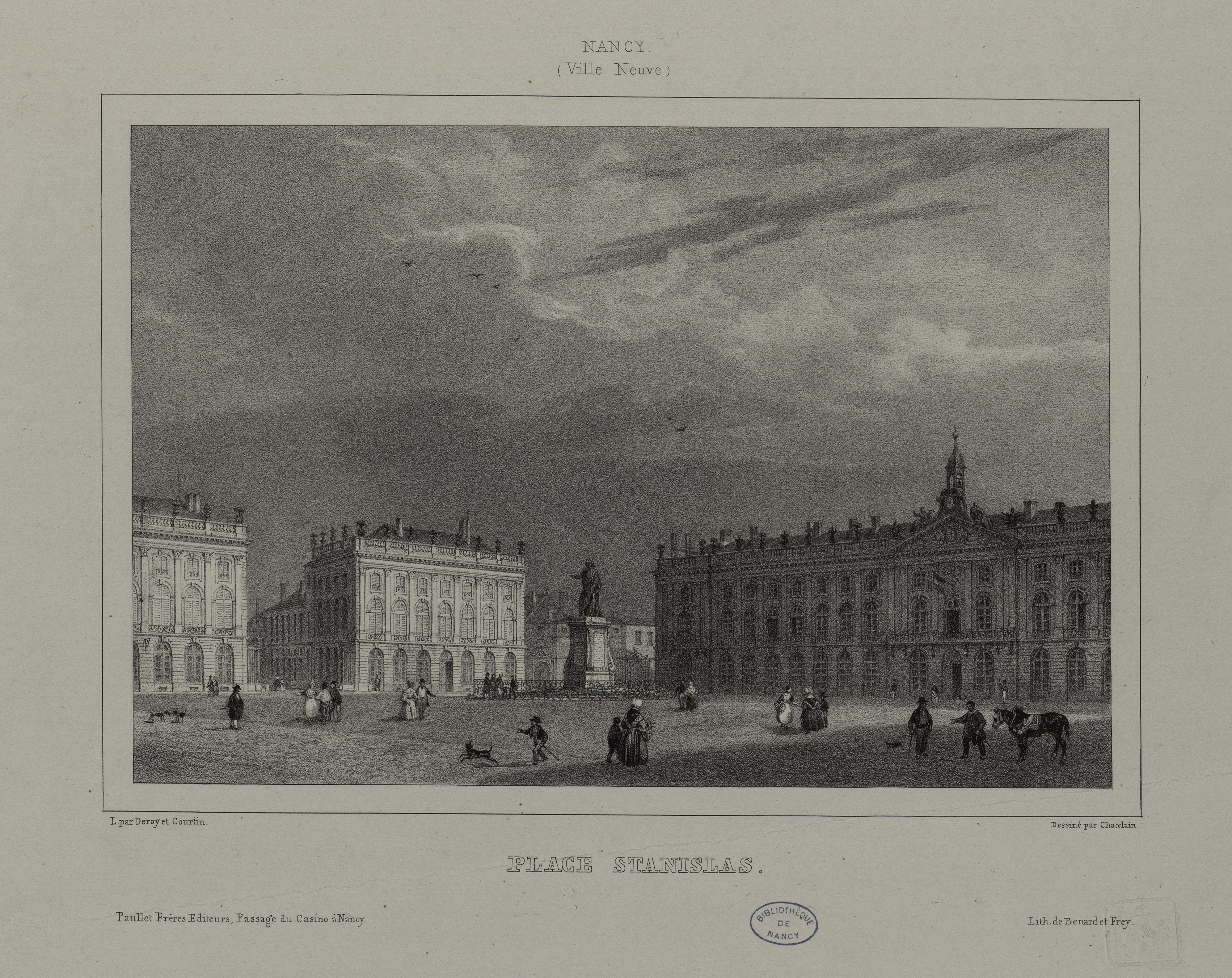
Place Stanislas.
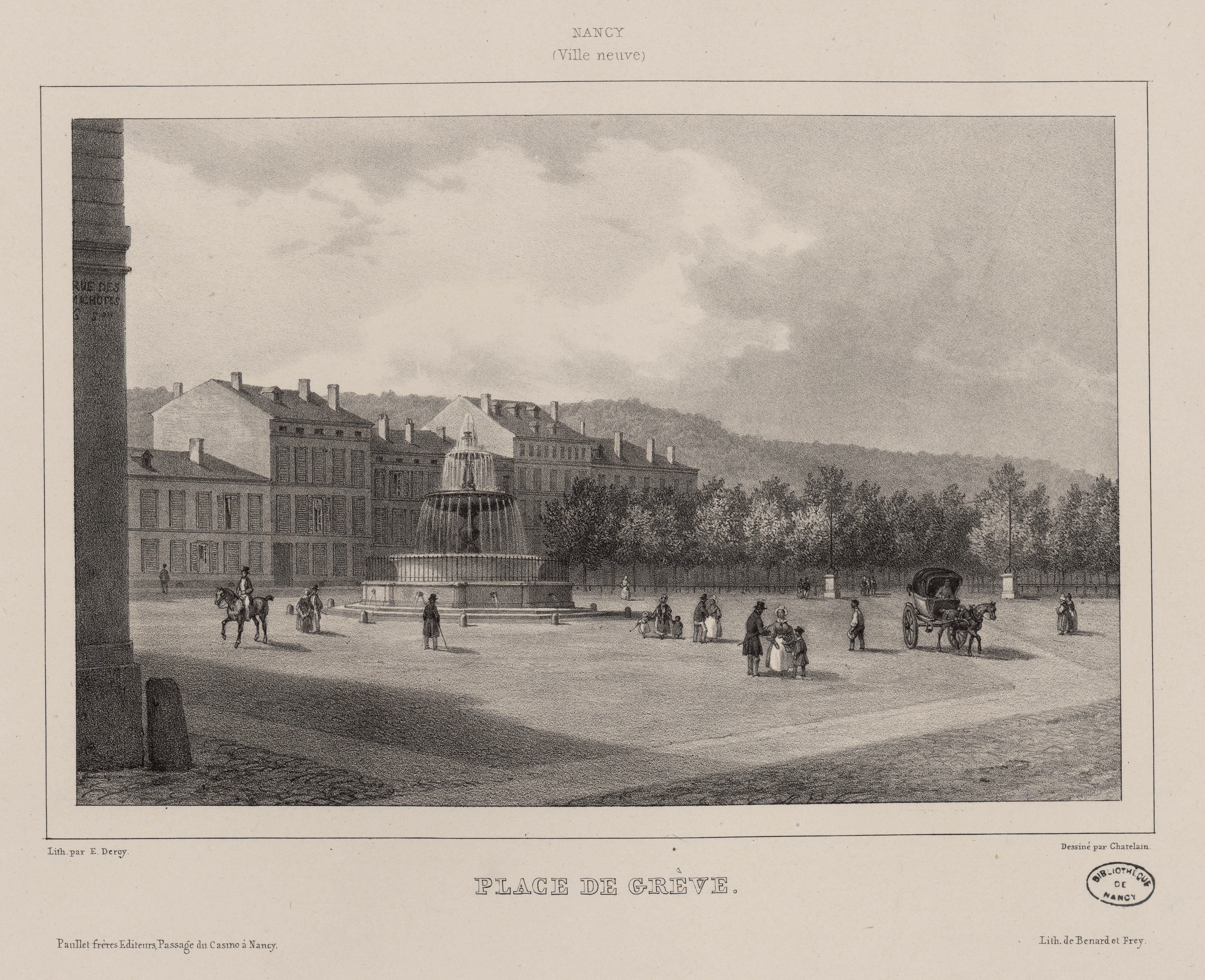
Place Carnot.
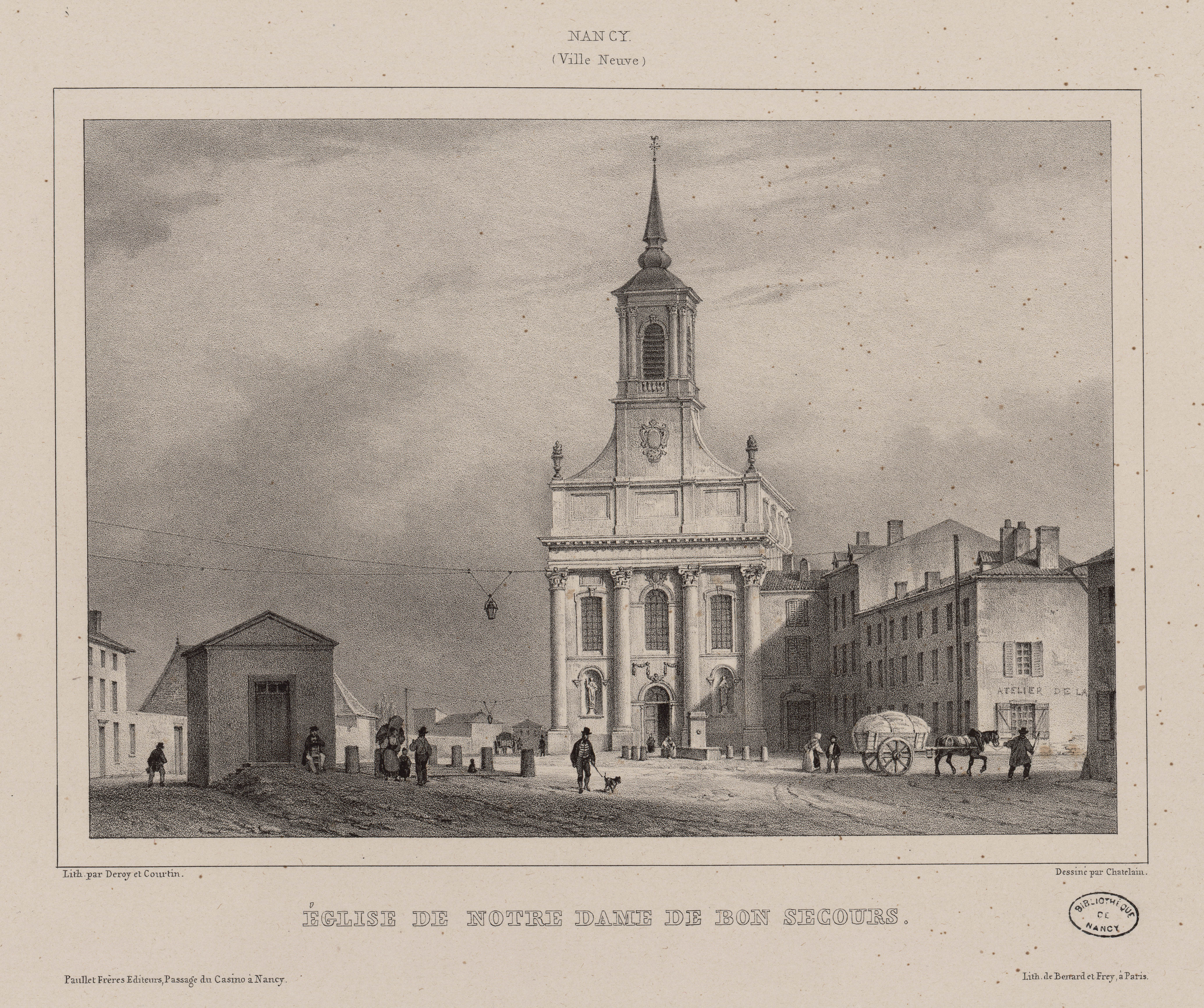
Église Notre-Dame de Bonsecours.
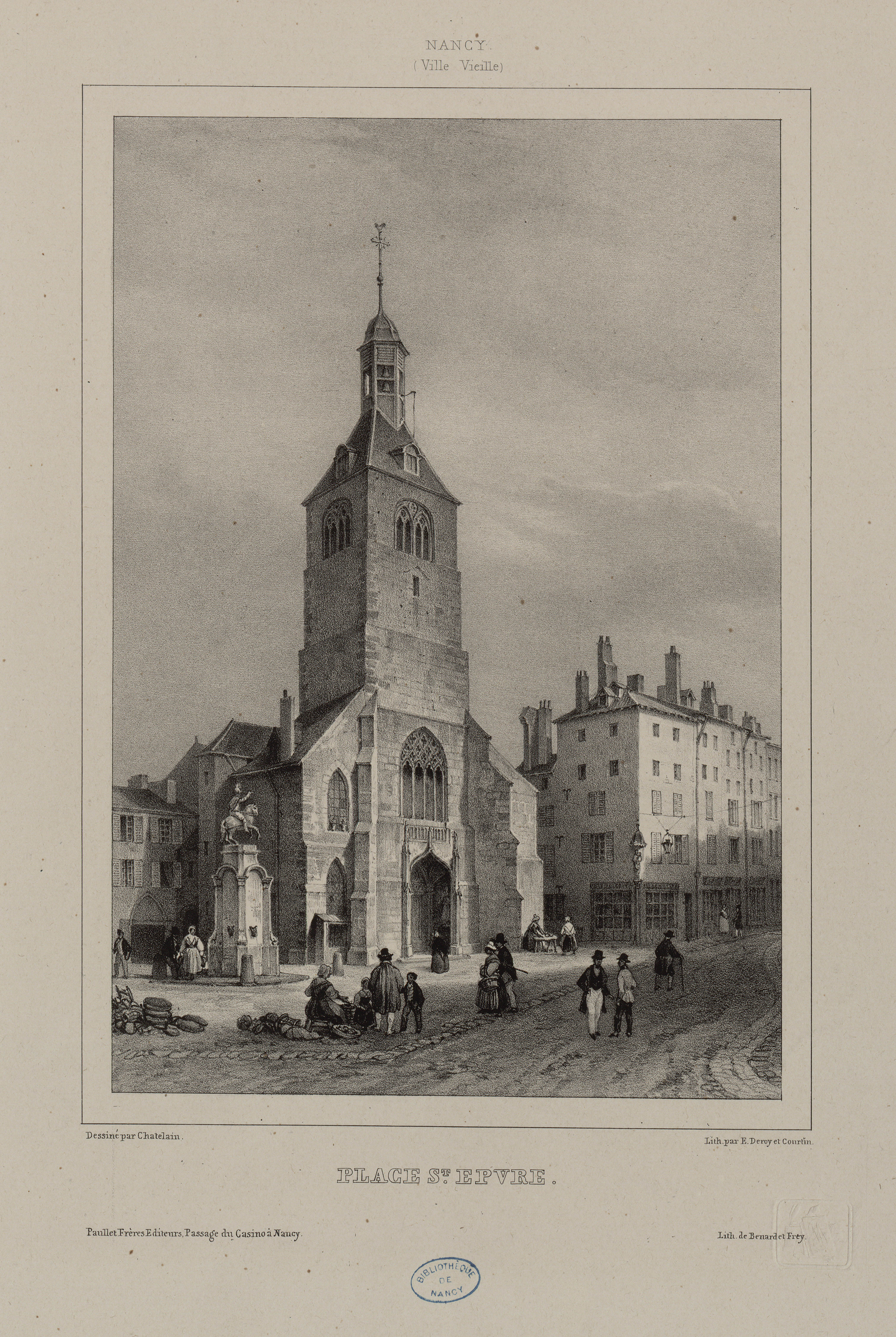
Place Saint-Epvre.
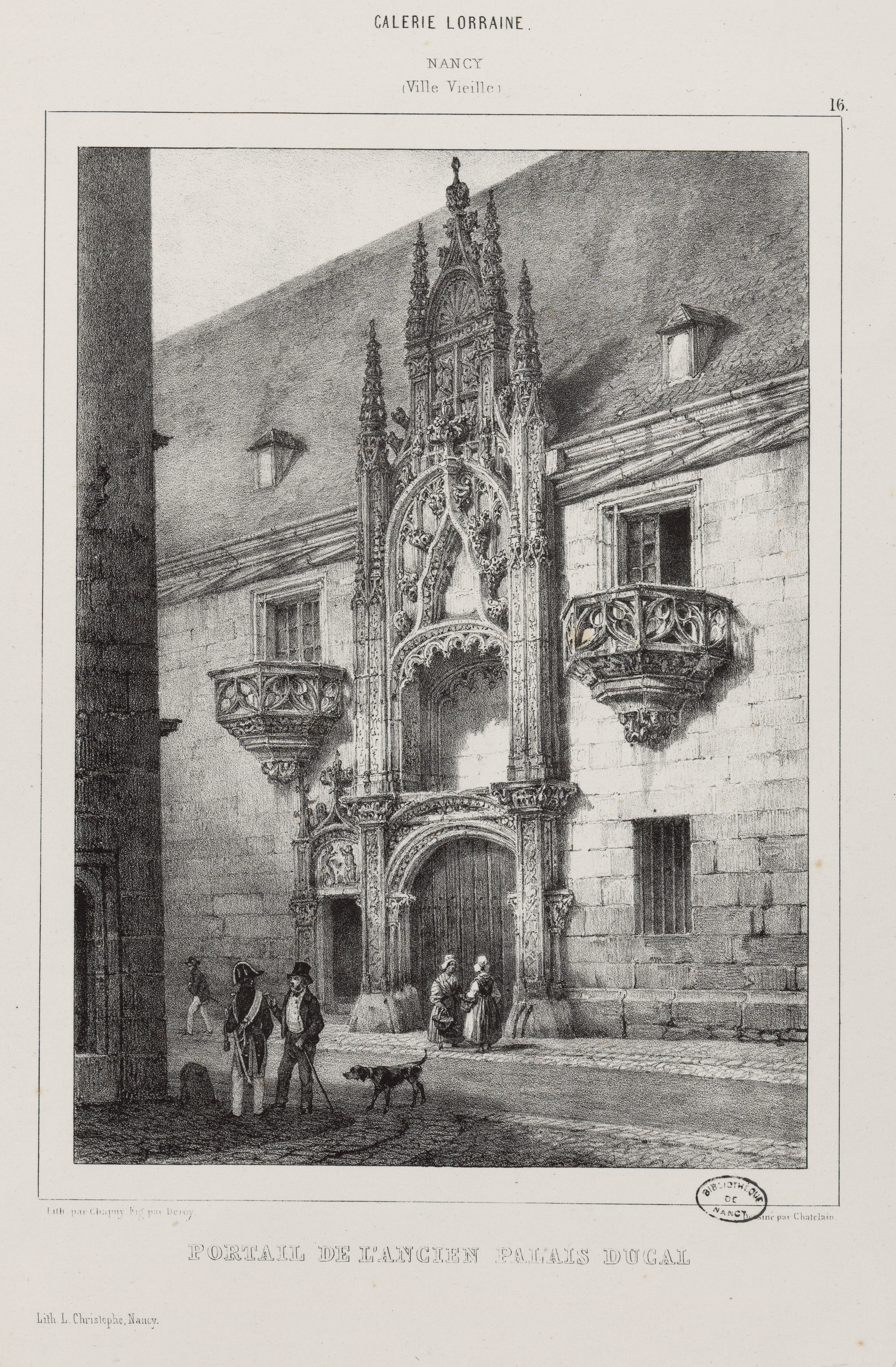
Portail du Palais des Ducs de Lorraine.
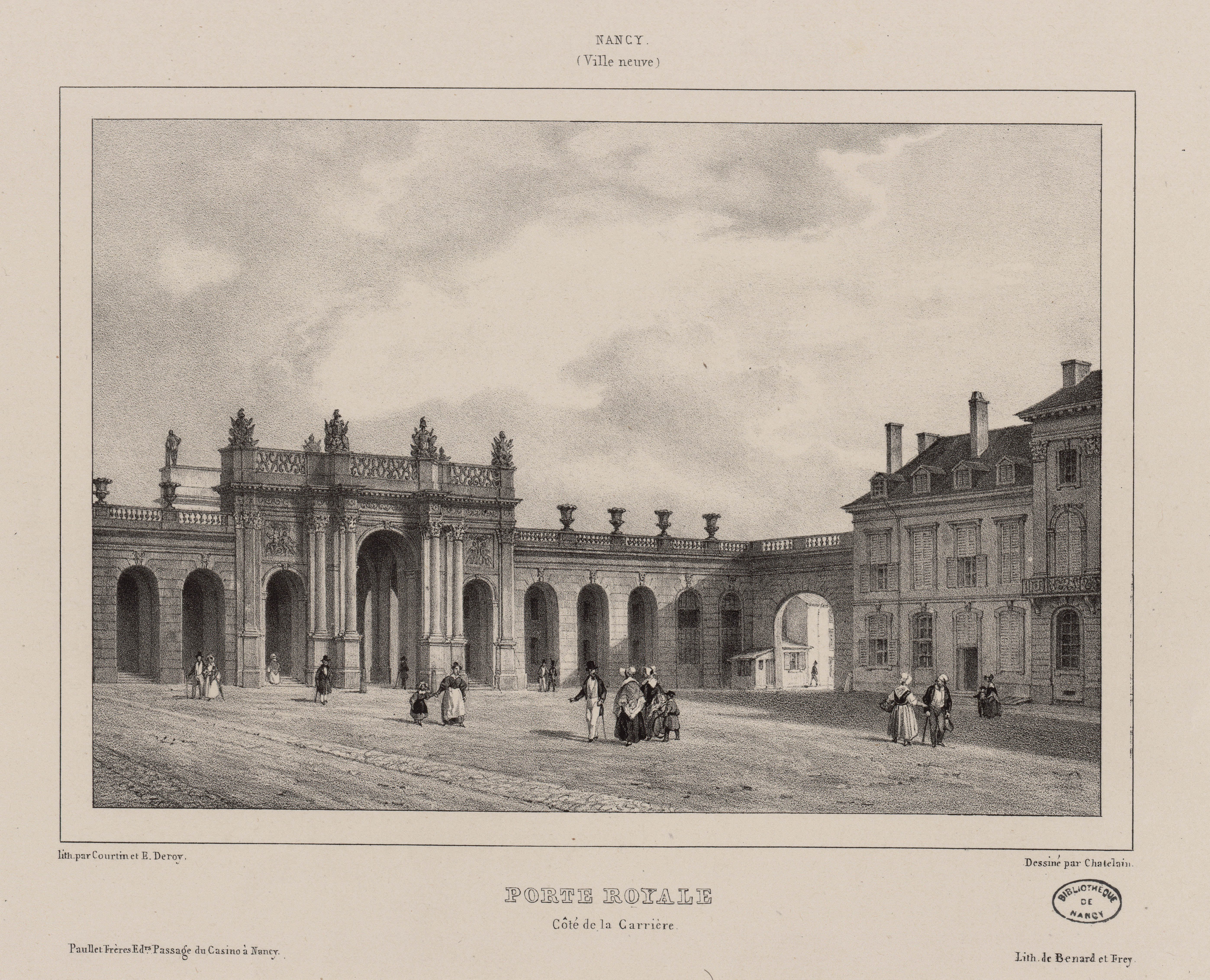
Porte royale.
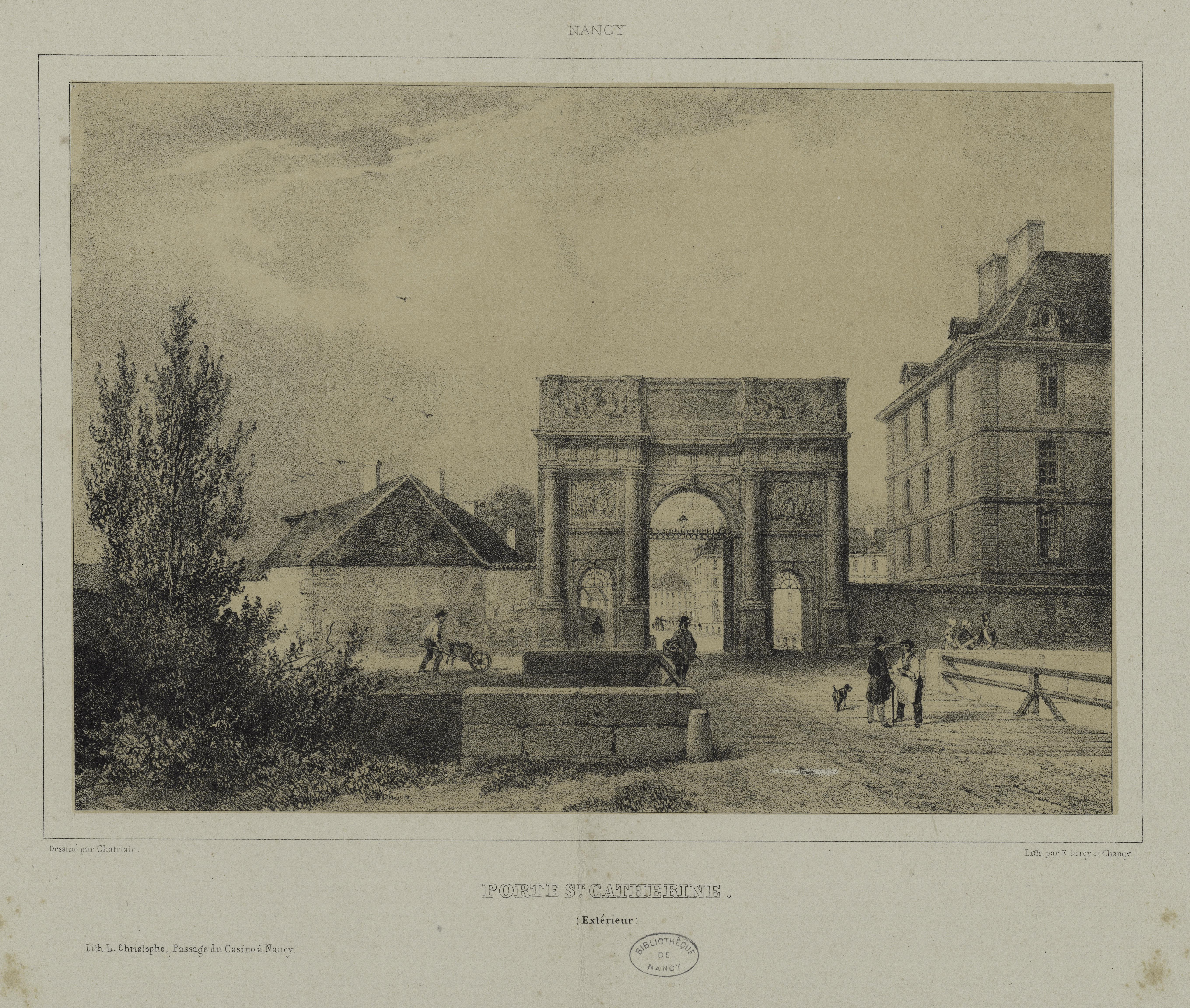
Porte Sainte-Catherine.

## Pour en savoir plus